# Liebsburg
Die Reste der Liebsburg liegen links der Auma im Stadtteil Liebsdorf der Stadt Weida im Landkreis Greiz in Thüringen.

## Geschichte
Der Stadtteil Liebsdorf befindet sich westlich der Kernstadt von Weida, dem Sitz der im Hochmittelalter in Ostthüringen und Westsachsen bedeutenden Vögte von Weida. Die vermutlich nach einem Lokator mit dem Namen Liutbald benannte Ortschaft wurde 1209 in einer Urkunde der Vögte von Weida „Luppoldestorff“ erwähnt. Etwa 800 Meter südlich der Ortsmitte befinden sich die Reste der mittelalterlichen Burganlage, die in Gipfellage der Flussschleife der Auma angelegt worden war. Die mündliche und schriftliche Überlieferung zur Burg ist gering. Zudem wurden in der Ortslage Liebsdorf auf dem Hügel „Der Hain“ geringe Reste einer weiteren Befestigungsanlage als Turmhügelburg archäologisch nachgewiesen. Offensichtlich handelt es sich bei der Turmhügelburg um den ursprünglichen Standort, die deutlich größere spätmittelalterliche Burganlage über der Auma wurde als Befestigung durch die nachfolgenden Generationen der Ortsadeligen errichtet.
Die Burg diente auch dem Schutz der in der Aue der Flussschleife angelegten Mühlen und des ältesten noch erhaltenen Eisenhammerwerks Thüringens.